# كينيث جولدسميث
كينيث جولدسميث (بالإنجليزية: Kenneth Goldsmith)‏ هو كاتب وشاعر أمريكي، ولد في 1961 في فريبورت في الولايات المتحدة.

## وصلات خارجية
- الموقع الرسمي
- كينيث جولدسميث على موقع ميوزك برينز (الإنجليزية)
- كينيث جولدسميث على موقع ميوزك برينز (الإنجليزية)
- كينيث جولدسميث على موقع ديسكوغز (الإنجليزية)